# Dicranota subconsors
Dicranota subconsors är en tvåvingeart som först beskrevs av Alexander 1924.  Dicranota subconsors ingår i släktet Dicranota och familjen hårögonharkrankar. Inga underarter finns listade i Catalogue of Life.